# Chrysolina grossa
Chrysolina grossa é uma espécie de artrópode pertencente à família Chrysomelidae.